# Sant Julian e Puèiloveser
Saint-Julien-Puy-Lavèze és un municipi francès situat al departament del Puèi Domat i a la regió d'Alvèrnia-Roine-Alps. L'any 2007 tenia 325 habitants.

## Demografia

### Població
El 2007 la població de fet de Saint-Julien-Puy-Lavèze era de 325 persones. Hi havia 144 famílies de les quals 44 eren unipersonals (12 homes vivint sols i 32 dones vivint soles), 44 parelles sense fills, 40 parelles amb fills i 16 famílies monoparentals amb fills.
La població ha evolucionat segons el següent gràfic:
Habitants censats

### Habitatges
El 2007 hi havia 205 habitatges, 143 eren l'habitatge principal de la família, 36 eren segones residències i 27 estaven desocupats. 178 eren cases i 21 eren apartaments. Dels 143 habitatges principals, 109 estaven ocupats pels seus propietaris, 28 estaven llogats i ocupats pels llogaters i 6 estaven cedits a títol gratuït; 4 tenien una cambra, 3 en tenien dues, 30 en tenien tres, 31 en tenien quatre i 75 en tenien cinc o més. 107 habitatges disposaven pel capbaix d'una plaça de pàrquing. A 75 habitatges hi havia un automòbil i a 58 n'hi havia dos o més.

### Piràmide de població
La piràmide de població per edats i sexe el 2009 era:
| Homes | Edats   | Dones |
| ----- | ------- | ----- |
| 0     | 95 o +  | 4     |
| 0     | 90 a 94 | 0     |
| 0     | 85 a 89 | 0     |
| 4     | 80 a 84 | 0     |
| 4     | 75 a 79 | 8     |
| 0     | 70 a 74 | 12    |
| 12    | 65 a 69 | 4     |
| 12    | 60 a 64 | 20    |
| 12    | 55 a 59 | 4     |
| 16    | 50 a 54 | 8     |
| 20    | 45 a 49 | 16    |
| 4     | 40 a 44 | 4     |
| 8     | 35 a 39 | 12    |
| 12    | 30 a 34 | 16    |
| 16    | 25 a 29 | 4     |
| 4     | 20 a 24 | 4     |
| 12    | 15 a 19 | 0     |
| 24    | 10 a 14 | 0     |
| 16    | 5 a 9   | 12    |
| 8     | 0 a 4   | 0     |

## Economia
El 2007 la població en edat de treballar era de 204 persones, 169 eren actives i 35 eren inactives. De les 169 persones actives 159 estaven ocupades (89 homes i 70 dones) i 10 estaven aturades (6 homes i 4 dones). De les 35 persones inactives 14 estaven jubilades, 12 estaven estudiant i 9 estaven classificades com a «altres inactius».

### Ingressos
El 2009 a Saint-Julien-Puy-Lavèze hi havia 141 unitats fiscals que integraven 344 persones, la mediana anual d'ingressos fiscals per persona era de 12.192 €.

### Activitats econòmiques
Dels 22 establiments que hi havia el 2007, 1 era d'una empresa alimentària, 1 d'una empresa de fabricació de material elèctric, 3 d'empreses de construcció, 2 d'empreses de comerç i reparació d'automòbils, 6 d'empreses de transport, 3 d'empreses d'hostatgeria i restauració, 1 d'una empresa immobiliària, 2 d'empreses de serveis i 3 d'empreses classificades com a «altres activitats de serveis».
Dels 2 establiments de servei als particulars que hi havia el 2009, 1 era un guixaire pintor i 1 perruqueria.
L'any 2000 a Saint-Julien-Puy-Lavèze hi havia 46 explotacions agrícoles que ocupaven un total de 2.322 hectàrees.

## Equipaments sanitaris i escolars
El 2009 hi havia 2 escoles elementals.

## Poblacions més properes
El següent diagrama mostra les poblacions més properes.